# Arne Pedersen
Arne Pedersen (Fredrikstad, 1º novembre 1931 – Fredrikstad, 16 novembre 2013) è stato un calciatore norvegese, di ruolo attaccante.

## Biografia
Era il fratello di Leif Pedersen e fu soprannominato Lille-Lækken.